# إطلاق النار في مدرسة سانتا في الثانوية
فتح رجل مسلح النار في مدرسة سانتا في الثانوية في سانتا في ، تكساس في 18 مايو 2018 ، مما تسبب في مقتل 10 أشخاص على الأقل. وتمت معالجة ما لا يقل عن 13 شخصًا من عمليات إطلاق النار في مستشفيات تكساس، بما في ذلك ثمانية طلاب. وقد خرج بالفعل ستة من الطلاب الثمانية. مريض واحد في حالة جيدة ومن المتوقع أن يبقى في المستشفى لعدة أيام.
وقد حددت الشرطة مطلق النار المزعوم بأنه ديميتريوس باغورتزيس، البالغ من العمر 17 عاماً، الذي أُودع السجن. تم اعتقال شخص آخر، وهو مجهول يبلغ من العمر 18 عامًا.

## المشتبه فيه
حدد ضابط إنفاذ القانون مطلق النار على أنه ديميتريوس باغورتزيس، البالغ من العمر 17 عاماً، الذي أصيب أثناء إطلاق النار. ولد باغورتزيس لأبوين مهاجرين يونانيين. وفقا للطلاب، كان ديمتريوس شخصية غريبة فضلت ارتداء معطف واق من المطر كل يوم تقريبا، حتى في الحرارة. كما تم وصفه بأنه شخصية متحفظة، حيث ظل هادئًا ولم يتحدث إلى العديد من الأشخاص. كان باجورتيز قد أشار في يومياته إلى أنه كان انتحاريًا. وفقا لشهادة واحدة على الأقل، كان باغورتزيس ضحية للتنمر من قبل العديد من الطلاب والمدربين.
نُقل باغورتزيس إلى سجن مقاطعة غالفستون بتهمة القتل دون كفالة.